# Gerhard Stelz
Gerhard Stelz (* 8. Februar 1952 in Bad Nauheim) ist ein Generalmajor der Bundeswehr im Ruhestand. In seiner letzten Verwendung war er vom 12. Dezember 2008 bis zum 30. Juni 2013 Befehlshaber im Wehrbereich II.
Unmittelbar nach Erlangen der allgemeinen Hochschulreife in Friedberg (Hessen) trat Stelz 1970 in die Bundeswehr ein und trat seinen Dienst beim Panzergrenadierbataillon 53 in Fritzlar an. Nachdem er von 1972 bis 1973 die Heeresoffizierschule I in Hannover besucht hatte, kehrte er 1973 wieder in dieses Bataillon zurück, um dort bis 1982 Verwendungen als Zugführer, S2-Offizier und Kompaniechef zu durchlaufen.
Von 1982 bis 1984 nahm Stelz an der Führungsakademie der Bundeswehr am 25. Generalstabslehrgang (LGAN) teil, um anschließend als G4-Stabsoffizier beim I. Korps in Münster eingesetzt zu werden. Ab 1986 besuchte er das U.S. Command and General Staff College in Fort Leavenworth und schloss seinen dortigen Aufenthalt 1987 ab. Nach einer Verwendung als G3-Stabsoffizier im NATO-Hauptquartier in Heidelberg war er von 1990 bis 1991 Kommandeur des Panzergrenadierbataillons 562 und diente anschließend bis 1995 als Referent im Bundesministerium der Verteidigung. Einem weiteren Studienaufenthalt in den USA am U.S. Army War College folgte die Verwendung als Militärattaché in Washington D. C. Nach seiner Rückkehr nach Deutschland fungierte er als Referatsleiter im BMVg, bis er schließlich 2001 das Kommando über die Panzerlehrbrigade 9 übernahm und während dieser Verwendung 2002 für sechs Monate das deutsche Einsatzkontingent SFOR führte. 2004 wurde Stelz Stv. Kommandeur der Division Luftbewegliche Operationen. Im Sommer 2004 war er erneut für sechs Monate im Auslandseinsatz bei SFOR in Bosnien und Herzegowina, seine Verwendung war die des Kommandeurs der  Multinationalen Task Force Süd-Ost (MNTF-SE) in Mostar in der Herzegowina. Nach einer weiteren integrierten Verwendung im NATO-Hauptquartier in Brunssum war er schließlich von 2007 bis 2008 Stv. Befehlshaber von KFOR.
Am 12. Dezember 2008 wurde er, als Nachfolger von Bernd Diepenhorst, zum Befehlshaber im Wehrbereich II ernannt.